# Sidalcea nelsoniana
Sidalcea nelsoniana är en malvaväxtart som beskrevs av Charles Vancouver Piper. Sidalcea nelsoniana ingår i släktet axmalvor, och familjen malvaväxter. Inga underarter finns listade i Catalogue of Life.

## Bildgalleri

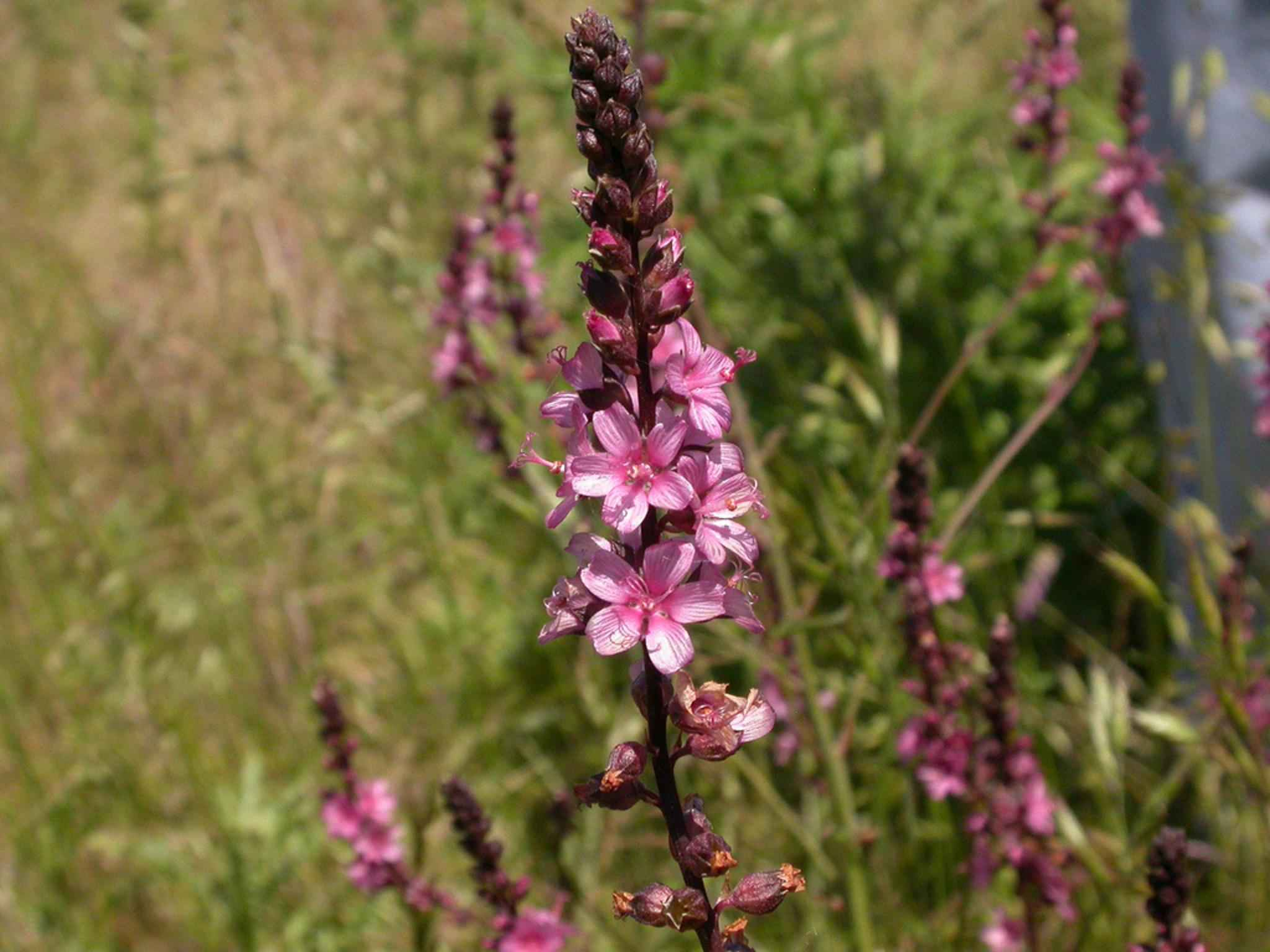